# Bestwood St. Albans
Bestwood St. Albans – wieś w Anglii, w hrabstwie Nottinghamshire, w dystrykcie Gedling. Leży 9 km na północny zachód od miasta Nottingham i 184 km na północny zachód od Londynu. Miejscowość liczy 4950 mieszkańców.